# Internet Society
Internet Society (zkratka ISOC) je mezinárodní nezisková organizace založená v roce 1992, která je zaměřena na vedení internetových standardů, výuku a metodiku. Jedním z hlavních cílů je „zajištění otevřeného vývoje a rozšíření Internetu pro všechny lidi na celém světě“. Internet society má kanceláře nedaleko Washingtonu, D.C. v USA a v Ženevě ve Švýcarsku. Zakládající členové zahrnují více než 80 organizací s více než 27 000 členy po celém světě. Organizace zformulovaly více než 80 „zákonů“ pro užití internetu, které se od sebe liší podle specifických internetových standardů používaných v dané zemi.

## Historie
ISOC byl formálně založen v roce 1992 a jedním z jeho účelů byla pomoc při vyvíjení internetových standardů, tím, že se je snažil sjednotit. Vint Cerf, Bob Kahn, Liman Chapin vydali dokument „Announcing ISOC“, který obsahoval stanovy Internet Society. Tento dokument obsahuje přibližně tyto základní stanovy:
- společnost bude neziskovou mezinárodní dobročinnou organizací, která bude podporovat vzdělávání a vývoj
- bude se snažit o podporu technického vývoje internetu a jeho rozšíření na školách, mezi veřejností a v průmyslu
- bude seznamovat veřejnost, vědecké spolky a školy z používáním technologií a aplikací internetu.
- bude poskytovat prostor pro diskusi na vývoji nových internetových aplikací mezi firmami a pro spolupráci mezi firmami a veřejností.

Je mnoho organizací pokoušejících se řídit a sjednotit internetový fenomén a jednou z těchto organizací je Internet Engineering Task Force (IETF), která byla a stále zůstává z právního pohledu velmi neoficiální organizací. Takové organizace potřebovali vytvořit organizační strukturu a také potřebovali finanční podporu. Internet Society byla začleněna jako nezisková vzdělávací organizace, která svou strukturou mohla také poskytnout podporu pro rozvoj a propagaci Internetu. Růst a vývoj organizací zabývajících se rozvojem internetu byl tak rychlý, že se nedá přesně definovat jaká je mezi organizacemi struktura(kdo komu podléhá). Z jednoho úhlu pohledu by se dalo říci, že ISOC je mateřskou společností pro IETF, všechny standardy komentáře, žádosti, RFC jsou chráněni autorským právem ISOC (ačkoliv jsou poskytovány komukoliv včetně nečlenů bezplatně). Z jiné perspektivy, ISOC vyrostl z IETF, který podporoval snahy veřejnosti o rozvoj standardů.

## ISOC dnes
ISOC má široký rozsah činností jež jsou členěny na tři základní větve. A to na standardy, veřejnou politiku a vzdělávání. ISOC podporuje a propaguje organizace pracujících na standardech. Těmito organizacemi jsou: Internet Engineering Task Force (IETF), the Internet Architecture Board (IAB), the Internet Engineering Steering Group (IESG), and the Internet Research Task Force (IRTF). ISOC usiluje o zprůhlednění a spolupráci při rozhodování o modelu internetu. ISOC spolupracuje s vládami, národními a mezinárodními organizacemi, občanskými společnostmi, soukromým sektorem a dalšími stranami při vytváření internetu, což dle zásad ISOC znamená, že cílem je:
Aby lidé ve všech částech světa mohli užívat internet, jehož technologie, standardy, obchodní zvyklosti bude vládní politika udržovat jako všeobecně přístupnou platformou pro inovaci a tvořivost.
ISOC hraje velmi důležitou roli při diskusích o tvorbě internetu a významně se podílí i na konferencích organizací World Summit of the Information Society(WSIS) a Internet Governance Forum(IGF). ISOC pořádá semináře a konference o aktuálních sporných otázkách týkajících se internetu. Podporuje lokální a oblastní internetové organizace a podílí se na financování internetových projektů v rozvojových zemích. ISOC je také mateřskou společností pro neziskovou organizaci Public Interest Registry, která spravuje doménu nejvyšší úrovně .ORG; tuto organizaci však plánuje ISOC prodat soukromé společnosti. ISOC má spojené kanceláře ve Virginii ve Spojených státech a Ženevě ve Švýcarsku. Dále chce založit "Oblastní kanceláře" pro Latinskou Ameriku a Karibské moře, Afriku, a Asii.

## Dozorčí rada
Členové současné dozorčí rady:
- Fred Baker - Elections Committee Chair
- Hiroshi Esaki
- Patrik Fältström - Audit Committee
- Ted Hardie - Audit Committee
- Daniel Karrenberg - Chair
- Franck Martin
- Désirée Miloshevic
- Alejandro Pisanty
- Dr. Glenn Ricart - Treasurer, Audit Committee
- Lynn St. Amour - Prezident/CEO
- Bill St.Arnaud
- Patrick Vande Walle - Nominations Committee Chair
- Baoping Yan- Referent
- Scott Bradner - Secretary